# Markgraafschap Ancona

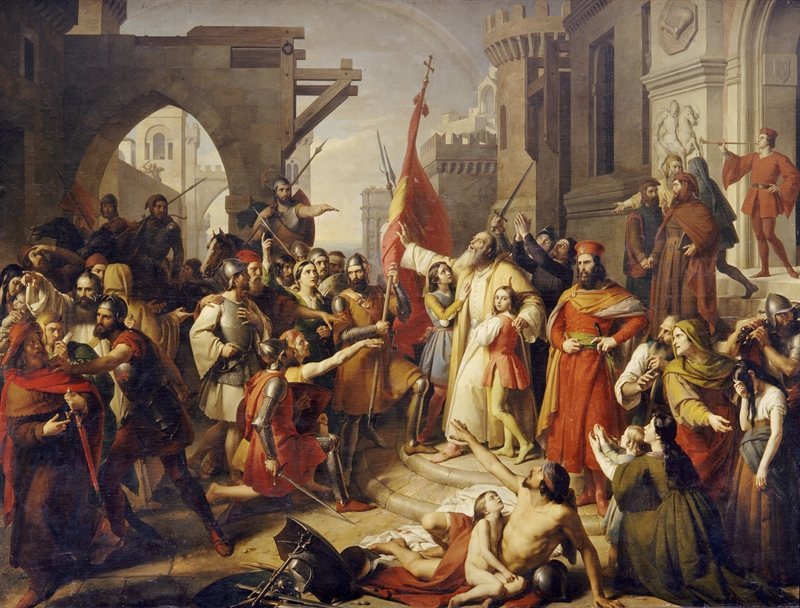
Ancona verjaagt de Duitse aartskanselier Christiaan I van Buch (1173)

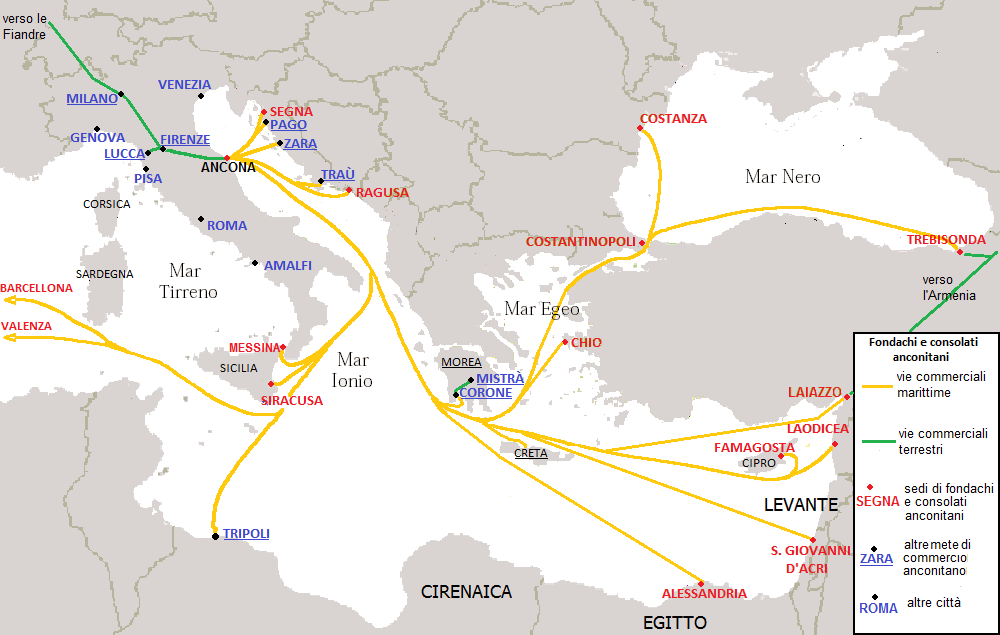
Zeemogendheid en Republiek Ancona (Middeleeuwen)

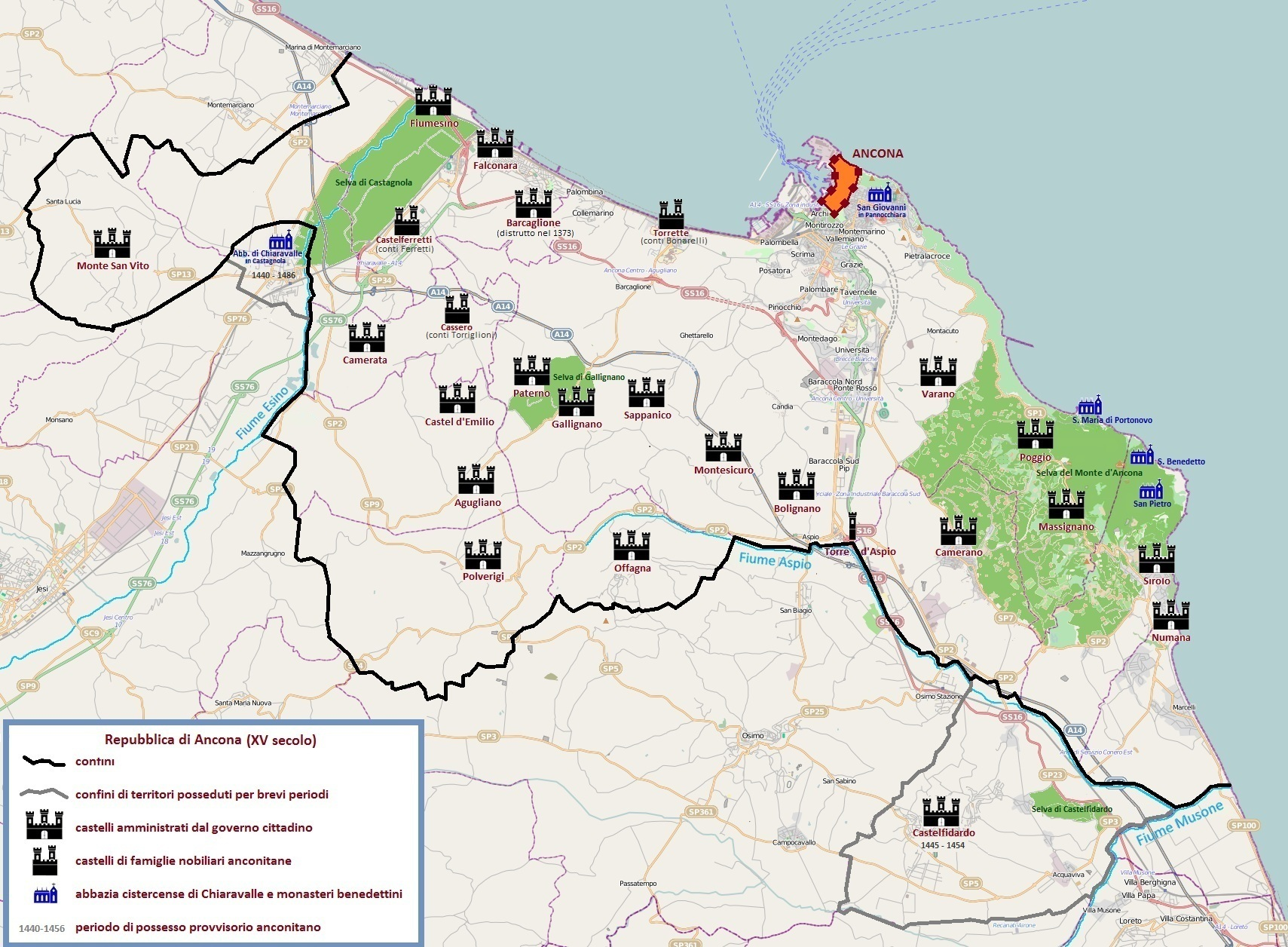
Markgraafschap Ancona (15e eeuw)

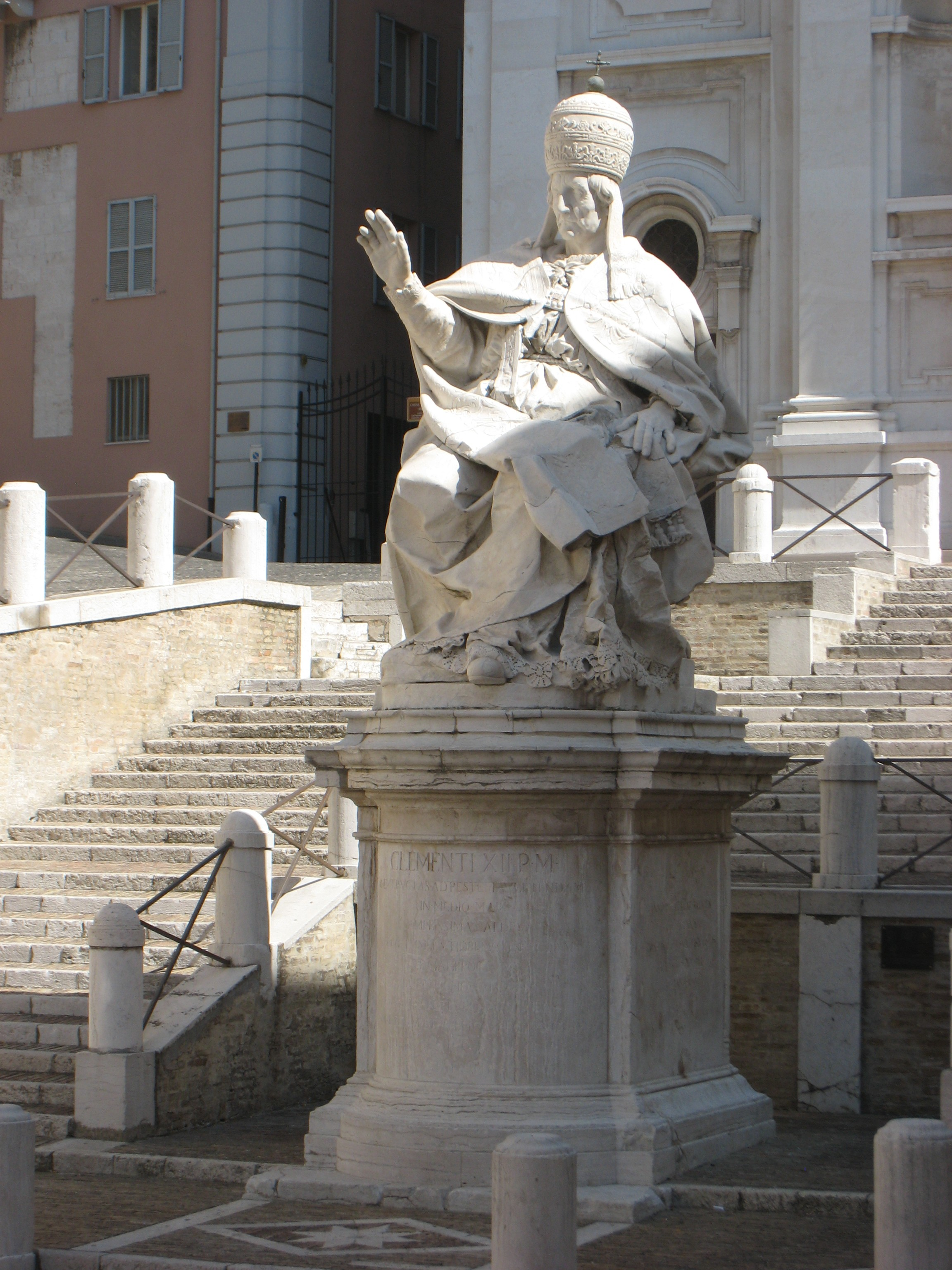
Paus Clemens XII in het pauselijke Ancona (18e eeuw)

Vlag van de Napoleontische Republiek Ancona (1797-1798)

Het markgraafschap Ancona (982 – 1798) was de stadstaat van Ancona (Italië). Het was een markgraafschap van het Heilige Roomse Rijk, alsook een provincie van de Pauselijke Staat (1210 tot 1797). De bloeitijd van het markgraafschap was als maritieme republiek in de middeleeuwen, als de republiek Ancona (11e eeuw – 1532). De Republiek Ancona keerde kort terug (1797-1798) in de napoleontische tijd.

## Historiek

### Ancona voor het Heilige Roomse Rijk
De oorsprong van de stadstaat Ancona ligt in het Byzantijns bestuur in Italië : de vijf Byzantijnse steden (vanaf 584) waaronder Ancona, hadden de naam Pentapolis Byzantina, ook Pentapolis Adriatica genoemd, wegens hun ligging aan de Adriatische Zee. De stadstaat Ancona had een maritieme bedrijvigheid in de Adriatische Zee.
Het Longobardische Rijk veroverde het exarchaat Ravenna (751) en bezette hiermee alle Byzantijnse bezittingen op het Italiaanse vasteland. Ancona werd al Longobardisch bezit in de jaren 727-728. Ancona werd een Longobardisch hertogdom (728). De Frank Pepijn de Korte dwong de Longobarden de voormalige Byzantijnse gebieden te schenken aan de paus; met de Schenking van Pepijn ontstond de Pauselijke Staat. Ancona kwam hierdoor voor quasi duizend jaar onder pauselijk bestuur, vanaf het jaar 756. Van een Longobardisch hertogdom was geen sprake meer.

### Heilige Roomse Rijk
Pepijns opvolger, Karel de Grote, veroverde het Longobardische Rijk kort nadien (774). Voor Ancona betekende dit dat zij deel werd van het Heilige Roomse Rijk. De Saracenen plunderden Ancona in het jaar 839, in 850 en in 877. Ancona werd telkens heropgebouwd. Vanaf 982 had Ancona het statuut van markgraafschap van het Heilige Roomse Rijk, met als markgraaf de paus. In de praktijk waren het edellieden uit de Pauselijke Staat die Ancona bestuurden. Ancona breidde uit als stadstaat. 
In de strijd tussen Welfen en Ghibellijnen, koos Ancona consequent voor de Welfen, de partij van de paus. In 1150 sloot het markgraafschap Ancona een militaire alliantie met het Byzantijnse Rijk. Deze alliantie was gericht tegen de republiek Venetië, een andere opkomende zeemogendheid in de Adriatische Zee. De alliantie was tevens gericht tegen de Rooms-Duitse keizer, doorgaans een bondgenoot van de Venetianen. De belangrijke alliantie met Byzantium legde de basis voor Ancona als zeemogendheid. 
Het markgraafschap Ancona onderging strafexpedities met belegeringen van de stad Ancona. Dit gebeurde in 1137 door keizer Lotharius III en in 1167 door keizer Frederik Barbarossa. Voor Frederik Barbarossa vormde het militair bondgenootschap met Byzantium een bedreiging voor het Heilige Roomse Rijk. In 1173 belegerde Christiaan I van Buch, een medewerker van Barbarossa, Ancona. Christiaan was aartsbisschop van Mainz en aartskanselier van het koninkrijk Duitsland in het Heilige Roomse Rijk. Toen het leger van Ancona de aartskanselier verjoeg, was dit een markant punt in de geschiedenis van Ancona.
De belangrijke alliantie met Byzantium betekende handel met Byzantium en, bijgevolg, welvaart van Ancona. Het geheel van kolonies van Ancona in de Middellandse Zee tezamen met het markgraafschap Ancona (op het Italiaanse vasteland) wordt de republiek Ancona genoemd. De republiek Ancona was een zeemogendheid met eigen instellingen en bestuur, weliswaar onder pauselijke invloed. Met het verwerven van méér stadsrechten, en dus méér onafhankelijkheid, bleef het markgraafschap Ancona toch met de paus verbonden. Formeel bepaalde paus Innocentius III dat het markgraafschap Ancona een provincie werd van de Pauselijke Staat (1210). Ancona behield een zekere autonomie wat bijdroeg tot de uitbouw als zeemogendheid. Kolonies van Ancona werden gesticht van Valencia tot in de Zwarte Zee. De republiek Ancona bevocht regelmatig de Venetianen, hun directe concurrent voor de handel met het Oosten. Het ging vooral om handel in specerijen, zijde en timmerhout. Na de Val van Constantinopel (1454) verarmde Ancona. Met het verlies van kolonies aan de machtiger republiek Venetië, nam ook de greep van de paus op Ancona toe.

### Einde van de republiek Ancona
In 1532 stonden de soldeniers van paus Clemens VII in Ancona. De paus schafte de instellingen van de republiek Ancona af. De relatie met het Heilige Roomse Rijk werd een formaliteit; het markgraafschap Ancona werd voortaan rechtstreeks door legaten of prelaten van de Pauselijke Staat bestuurd. Deze prelaten resideerden niet altijd in Ancona, maar bijvoorbeeld in Macerata. De Senaat van Ancona was voortaan enkel nog bevoegd voor interne zaken van de stadstaat, niet meer voor buitenlandse relaties. In 1569 voerde paus Pius V een jodenvervolging uit in Ancona. 
In 1732 liet paus Clemens XII verfraaiingswerken uitvoeren in Ancona; hij bouwde opnieuw de haven uit, de eerste maal sinds meerdere eeuwen.

### Einde van het pauselijk Ancona
Napoleon Bonaparte won de Eerste Italiaanse Veldtocht van 1796-1797. Hij schafte de Pauselijke Staat af. 

### Franse zusterrepubliek Ancona
Het voormalige markgraafschap was gedurende enkele maanden opnieuw bekend als de republiek Ancona. De republiek was ditmaal een vazalstaat of zusterrepubliek van Frankrijk. Het grondgebied van deze republiek Ancona was niet meer dan de stad Ancona zelf. Zij bestond van 17 november 1797 tot 7 maart 1798. Nadien ging Ancona op in de Romeinse Republiek (1798-1799).

## Regio Marche
De naam markgraafschap leeft heden voort in de regio Marche in Italië, met hoofdplaats Ancona. Het territorium van Marche is groter dan dat van het oude markgraafschap Ancona.